# Liste des épisodes de Chainsaw Man
Cette page recense la liste des épisodes de l'anime Chainsaw Man.

## Génériques
Kenshi Yonezu interprète le générique d'introduction, intitulé Kick Back. Le générique de fin diffère à chaque fois, avec un ou une artiste qui lui est propre,.
| Chainsaw Man (チェンソーマン) | Chainsaw Man (チェンソーマン) | Chainsaw Man (チェンソーマン)            | Chainsaw Man (チェンソーマン) | Chainsaw Man (チェンソーマン)                           | Chainsaw Man (チェンソーマン)                                        | Chainsaw Man (チェンソーマン) |
| Début                         | Début                         | Début                                    | Fin                           | Fin                                                     | Fin                                                                  |                               |
| Épisodes                      | Titre                         | Artiste                                  | Épisodes                      | Titre                                                   | Artiste                                                              |                               |
| ----------------------------- | ----------------------------- | ---------------------------------------- | ----------------------------- | ------------------------------------------------------- | -------------------------------------------------------------------- | ----------------------------- |
| 1-12                          | Kick Back                     | Kenshi Yonezu (米津 玄師, Yonezu Kenshi) | 1                             | Chainsaw Blood                                          | Vaundy (バウンディ)                                                  |                               |
| 1-12                          | Kick Back                     | Kenshi Yonezu (米津 玄師, Yonezu Kenshi) | 2                             | Zanki (残機)                                            | Zutomayo (ずっと真夜中でいいのに。)                                  |                               |
| 1-12                          | Kick Back                     | Kenshi Yonezu (米津 玄師, Yonezu Kenshi) | 3                             | Hawatari 2 Oku-senchi (刃渡り2億センチ)                 | Maximum the Hormone (マキシマム ザ ホルモン, Makishimamu Za Horumon) |                               |
| 1-12                          | Kick Back                     | Kenshi Yonezu (米津 玄師, Yonezu Kenshi) | 4                             | Jōzai (錠剤)                                            | Tooboe (ja) (トオボエ)                                               |                               |
| 1-12                          | Kick Back                     | Kenshi Yonezu (米津 玄師, Yonezu Kenshi) | 5                             | In the Back Room (インザバックルーム, In za Bakku Rūmu) | Syudou (ja) (しゅどう)                                               |                               |
| 1-12                          | Kick Back                     | Kenshi Yonezu (米津 玄師, Yonezu Kenshi) | 6                             | Dainō-tekina Rendezvous (大脳的なランデブー)            | Kanaria (ja) (カナリア)                                              |                               |
| 1-12                          | Kick Back                     | Kenshi Yonezu (米津 玄師, Yonezu Kenshi) | 7                             | Chu, Tayōsei. (ちゅ、多様性。)                          | Ano (ja) (あの)                                                      |                               |
| 1-12                          | Kick Back                     | Kenshi Yonezu (米津 玄師, Yonezu Kenshi) | 8                             | First Death                                             | Toru Kitajima (北嶋 徹, Kitajima Tōru)                               |                               |
| 1-12                          | Kick Back                     | Kenshi Yonezu (米津 玄師, Yonezu Kenshi) | 9                             | Deep Down                                               | Aimer (エメ, Eme)                                                    |                               |
| 1-12                          | Kick Back                     | Kenshi Yonezu (米津 玄師, Yonezu Kenshi) | 10                            | Dogland                                                 | People 1 (ja) (ピープルワン)                                         |                               |
| 1-12                          | Kick Back                     | Kenshi Yonezu (米津 玄師, Yonezu Kenshi) | 11                            | Violence (バイオレンス, Baiorensu)                      | Queen Bee (女王蜂, Jo-ô-bachi)                                       |                               |
| 1-12                          | Kick Back                     | Kenshi Yonezu (米津 玄師, Yonezu Kenshi) | 12                            | Fight Song (ファイトソング, Faito Songu)                | Eve                                                                  |                               |

## Liste des épisodes
| No | Titre français              | Titre japonais     | Titre japonais    | Date de 1re diffusion |
| No | Titre français              | Kanji              | Rōmaji            | Date de 1re diffusion |
| --- | --------------------------- | ------------------ | ----------------- | --------------------- |
| 1 | Le chien et la tronçonneuse | 犬とチェンソー     | Inu to chensō     | 12 octobre 2022       |
| [Chapitre 1] - Afin de rembourser les dettes de son père, le jeune Denji travaille comme Devil Hunter (chasseur de démon) auprès de yakuzas sans scrupules. Il est aidé dans sa tâche par son ami Pochita, un petit démon-tronçonneuse semblable à un chien. Tout change le jour où ses employeurs le conduisent au Démon-Zombie...                                                                                               |                             |                    |                   |                       |
| 2 | Arrivée à Tokyo             | 東京到着           | Tōkyō tōchaku     | 19 octobre 2022       |
| [Chapitres 2-3-4-5] - Denji est rapidement intégré à la Section Spéciale 4 de la Sécurité Publique, son statut de Devil Hunter est donc officiel. Sa supérieure, Makima, lui présente son responsable Aki Hayakawa, qui le prend immédiatement en grippe. Denji rencontre également sa binôme, Power, une hominidémone surexcitée et mégalomaniaque.                                                                              |                             |                    |                   |                       |
| 3 | Le destin de Miaouche       | ニャーコの行方     | Nyāko no yukue    | 26 octobre 2022       |
| [Chapitres 5-6-7-8] - Power propose un marché à Denjin : tuer le démon qui a enlevé son chat, Miaouche, en échange de quoi, elle le laissera la peloter. Il s'agit en réalité d'un piège de l'hominidémone pour attirer Denji vers le repaire du Démon-Chauve-Souris. En effet, elle a passé un accord avec ce dernier : lui ramener un humain contre la libération du chat.                                                      |                             |                    |                   |                       |
| 4 | Sauvetage                   | 救出               | Kyūshutsu         | 2 novembre 2022       |
| [Chapitres 9-10-11] - Après avoir vaincu le Démon-Chauve-Souris, Denji est immédiatement attaqué par le Démon-Sangsue. Celle-ci cherche à se venger car la chauve-souris était son amant. Power étant trop faible pour bouger, ils ne peuvent fuir et Denji doit faire face seul. |                             |                    |                   |                       |
| 5 | Le démon-flingues           | 銃の悪魔           | Jū no akuma       | 9 novembre 2022       |
| [Chapitres 12-13-14-15] - Alors que Denji a enfin réussi à réaliser son rêve de peloter une fille, il se rend compte que ce n'était pas si extraordinaire et perd toute motivation. Pour lui redonner un objectif, Makima lui promet alors de faire tout ce qu'il voudra s'il tue l'un des plus puissants démons connus : le Démon-Flingue. Peu après, l'équipe de Denji est envoyée résoudre un problème de démon dans un hôtel. |                             |                    |                   |                       |
| 6 | Tuez Denji !                | デンジを殺せ       | Denji o korose    | 16 novembre 2022      |
| [Chapitres 15-16-17-18] - Aki et son équipe de Devil Hunter, dont Denji et Power, sont bloqués au 8e étage d'un hôtel par le pouvoir du Démon-Infini. Alors que l'équipe commence à perdre pied, le démon leur propose un marché : s'ils tuent Denji, le démon libérera les autres. |                             |                    |                   |                       |
| 7 | Le goût d'un baiser         | キスの味           | Kisu no oaji      | 23 novembre 2022      |
| [Chapitres 18-19-20-21] - Denji réussi à tuer le Démon-Infini. Après ces événements, Himeno a l'idée d'organiser une fête de bienvenue pour permettre à tous les membres de la section de se rencontrer et régler les conflits. |                             |                    |                   |                       |
| 8 | Coups de feu                | 銃声               | Jūsei             | 30 novembre 2022      |
| [Chapitres 21-22-23-24-25] - Denji se réveille chez Himeno avec une gueule de bois. Il ne s'est finalement rien passé entre eux la nuit précédente, et ils décident de s'entraider : Denji dit aimer Makima tandis que Himeno révèle son intérêt pour Aki. Cependant tout est sur le point de basculer, et ce, alors que Makima est dans un train à destination de Kyoto...                                                       |                             |                    |                   |                       |
| 9 | Depuis Kyoto                | 京都より           | Kyōto yori        | 7 décembre 2022       |
| [Chapitres 25-26-27-28] - Après une cuisante défaite face à Samourai-Sword et le sacrifice de Himeno, Denji est de nouveau transformé en Chainsaw Man grâce à Ghost. Il repart affronter son adversaire qui est au service du Démon-Flingue. De son côté, Makima arrive finalement à Kyoto, mystérieusement saine et sauve, et décide de s’occuper du problème à sa manière.                                                      |                             |                    |                   |                       |
| 10 | Amochés, lessivés           | もっとボロボロ     | Motto boroboro    | 14 décembre 2022      |
| [Chapitres 29-30-31] - Alors que la quatrième Section a été décimée, Makima décide de confier Power et Denji aux soins d'un maître qui leur apprendra à combattre plus efficacement. Pendant ce temps, Aki doit subir un entretien de carrière pour décider s'il doit rester Devil Hunter et sous quelles conditions. |                             |                    |                   |                       |
| 11 | Début de l'opération        | 作戦開始           | Sakusen kaishi    | 21 décembre 2022      |
| [Chapitres 31-32-33-34-35] - Pour rester efficace, Aki est contraint de passer un marché avec le Démon-Futur, qui lui prédit une mort atroce. Peu après, la quatrième Section au grand complet est envoyée pour prendre d'assaut l'immeuble où se trouvent Akane et Samourai-Sword. |                             |                    |                   |                       |
| 12 | Katana vs tronçonneuse      | 日本刀VSチェンソー | Nihontō vs chensō | 28 décembre 2022      |
| [Chapitres 35-36-37-38-40] - Alors que Aki est en plein affrontement avec Ghost, le Démon-Fantôme, Denji et Power partent à la recherche de la cible principale : Samourai-Sword. |                             |                    |                   |                       |